# Heteropoda dagmarae
Heteropoda dagmarae este o specie de păianjeni din genul Heteropoda, familia Sparassidae, descrisă de Jäger și Vedel în anul 2005.
Este endemică în Laos. Conform Catalogue of Life specia Heteropoda dagmarae nu are subspecii cunoscute.